# Raima Sen
Raima Sen (Calcuta, 7 de noviembre de 1979) es una actriz india que se desempeña principalmente en la industria cinematográfica de Bollywood. Hija de la actriz Moon Moon Sen y de Bharat Dev Barma, hizo su debut en el cine con el drama biográfico Godmother en 1999. Ha trabajado exclusivamente en películas en idiomas bengalí e hindi language y ha sido nominada a un premio Filmfare y a un premio Producers Guild.

## Filmografía

### Cine
| Año  | Cinta                                | Rol                 | Idioma        | Notas                      |
| ---- | ------------------------------------ | ------------------- | ------------- | -------------------------- |
| 1999 | Godmother                            | Sejal               | Hindi         |                            |
| 2001 | Daman                                | Deepa Saikia        | Hindi         |                            |
| 2003 | Nil Nirjane                          |                     | Bengalí       |                            |
| 2003 | Chokher Bali                         | Ashalata            | Bengali       |                            |
| 2003 | Fun2shh... Dudes in the 10th Century | Junali              | Hindi         |                            |
| 2002 | Kuch Dil Ne Kaha                     |                     | Hindi         |                            |
| 2004 | Shakti                               | Manasi              | Bengali       |                            |
| 2005 | Antar Mahal                          | Rukmini             | Bengali       |                            |
| 2005 | Dhairyam                             | Mallika             | Telugu        |                            |
| 2005 | Nishijapon                           |                     | Bengali       |                            |
| 2005 | Parineeta                            | Koel                | Hindi         |                            |
| 2005 | 99.9 FM                              | Kim G. Singh        | Hindi         |                            |
| 2005 | Dus                                  | Priya               | Hindi         |                            |
| 2006 | The Bong Connection                  |                     | Bengali       |                            |
| 2006 | Anuranan                             |                     | Bengali       |                            |
| 2007 | Eklavya: The Royal Guard             | Princess Nandini    | Hindi         |                            |
| 2007 | Honeymoon Travels Pvt. Ltd.          | Milly P. Sen        | Hindi         |                            |
| 2007 | Yatra                                |                     | Hindi         |                            |
| 2007 | Manorama Six Feet Under              | Sheetal             | Hindi         |                            |
| 2007 | Migration                            | Yamuna              | Hindi         | Corto                      |
| 2007 | Meridian Lines                       | Jyoti               |               |                            |
| 2008 | Khela                                |                     | Bengali       |                            |
| 2008 | Dhariya                              |                     |               |                            |
| 2008 | C Kkompany                           | Priya               | Hindi         |                            |
| 2008 | Mukhbiir                             |                     | Hindi         |                            |
| 2009 | Mere Khwabon Mein Jo Aaye            | Maya                | Hindi         |                            |
| 2009 | Mumbai Cutting                       |                     |               |                            |
| 2010 | The Japanese Wife                    | Sandhya             | Bengali       |                            |
| 2010 | Memories in March                    | Sahana Chowdhury    | Inglés        |                            |
| 2010 | Teen Patti                           | Shivani Mukherjee   | Hindi         |                            |
| 2010 | Natobar Not Out                      |                     | Bengali       |                            |
| 2010 | Mirch                                | Maya/Manjula        | Hindi         |                            |
| 2011 | Noukadubi / Kashmakash               | Hemnalini           | Bengali/Hindi |                            |
| 2011 | Baishe Srabon                        | Amrita              | Bengali       |                            |
| 2011 | Veeraputhran                         | Kunhi Bevathu       | Malabar       |                            |
| 2012 | Chitrangada: The Crowning Wish       |                     | Bengali       |                            |
| 2012 | Abosheshey                           | Nandini             | Bengali       |                            |
| 2012 | Koyekti Meyer Golpo                  | Rini                | Bengali       |                            |
| 2012 | 3 Bachelors                          | Neha                | Hindi         |                            |
| 2013 | Maach Mishti & More                  | Ishani              | Bengali       | Nominada a premio Filmfare |
| 2013 | I, Me, aur Main                      | Beena Chandok       | Hindi         |                            |
| 2013 | Hawa Bodol                           | Tanuka/Tanu         | Bengali       |                            |
| 2013 | Shabdo                               | Tarukh's wife       | Bengali       |                            |
| 2013 | Ami Aar Amar Girlfriends             |                     | Bengali       |                            |
| 2013 | Ganesh Talkies                       | Shaban              | Bengali       |                            |
| 2013 | Sunglass                             |                     | Bengali       |                            |
| 2014 | Chaya Manush                         |                     | Bengali       |                            |
| 2014 | Children of War                      |                     | Hindi         |                            |
| 2014 | Baari Tar Bangla                     | Abanti              | Bengali       |                            |
| 2014 | Hrid Majharey                        | Debjani             | Bengali       |                            |
| 2015 | Abby Sen                             |                     | Bengali       |                            |
| 2015 | Roga Howar Sohoj Upay                |                     | Bengali       |                            |
| 2016 | Bollywood Diaries                    | Imli                | Hindi         |                            |
| 2016 | Monchara                             | Nanda               | Bengali       |                            |
| 2016 | Bastu Shaap                          | Banya Dasgupta/Bony | Bengali       |                            |
| 2016 | Khawto                               |                     | Bengali       |                            |
|      | ESP-Ekti Rohosso Golpo               |                     | Bengali       |                            |
|      | 89                                   |                     | Bengali       |                            |
| 2018 | Vodka Diaries                        | Roshni Banerjee     | Hindi         |                            |
| 2018 | Sitara                               | Ashish Roy          | Bengali       |                            |
| 2018 | Varanasi                             |                     | Hindi         |                            |